# Sambar indický
Sambar indický (Rusa unicolor) je druh jelena z rodu sambarů. V Červeném seznamu IUCN je od roku 2008 veden jako zranitelný taxon.

## Rozšíření
Sambar indický přirozeně žije v Indii, Jižní Číně a Jihovýchodní Asii.
Člověkem byl dále rozšířen do Austrálie a na Nový Zéland. V obou lokalitách je ale vnímán jako ohrožení pro domorodou faunu a flóru a kromě Viktorie a Nového Jižního Walesu, kde jsou stále ještě částečně chráněni a kolem možnosti jejich lovu probíhá společenská debata, je možné lovit jej bez omezení. Rozšířený je od roku 1908 také na ostrově St. Vincent Island na Floridě, kde je jeho populace regulována povoleným lovem na úrovni zhruba 70-100 jedinců.

## Popis
Sambar indický je ze sambarů největší a nejtěžší. Průměrná váha je 110–310 kg, výška v kohoutku 0,7–1,5 m. Samci mají mohutné, až 1 m dlouhé, ale málo větvené paroží, obvykle jen se třemi výsadami. Samice paroží nemají. Srst je krátká a hrubá, obvykle beze skvrn, a to i u mláďat. Barva srsti je proměnlivá, od žlutohnědé přes různé odstíny hnědé až do tmavě šedé. Srst je nápadně hrubá až drátovitá.

## Prostředí a chování
Obývá různá prostředí, přednost dává hustší vegetaci. Vyskytuje se v nadmořských výškách od mořské hladiny až do 3 700 m n. m. Sambar indický je stádové zvíře. Samci žijí samostatně, samice se shlukují do menších či větších skupin. Potravu si sambar indický příliš nevybírá, pase se na široké škále stromů, keřů i bylin. Je aktivní především za soumraku a v noci. Sambar indický je oblíbenou kořistí tygrů a asijských lvů. Levharti a dhoulové útočí většinou spíše na mladé a nemocné kusy.

## Poddruhy
- R. u. boninensis, žil na Boninských ostrovech, vyhynulý
- R. u. brookei, Borneo
- R. u. cambojensis, pevninská jihovýchodní Asie
- R. u. dejeani, jižní a jihozápadní Čína
- sambar indočínský, R. u. equina, Sumatra
- R. u. hainana, Chaj-nan
- R. u. swinhoii, Tchaj-wan
- R. u. unicolor, Indie, Bangladéš, Srí Lanka